# Joel Sjöholm
Joel Sjöholm (Santiago, 21 februari 1985) is een Zweeds golfer. Hij werd als Chileen geboren maar werd na drie maanden door een Zweeds echtpaar geadopteerd.

## Biografie
Hij studeerde sociologie aan de universiteit van Georgia, waar hij tevens actief was als golfer. Terug in Europa speelde hij op de Challenge Tour. Hij verloor een seizoen door problemen met zijn rug, maar in 2010 eindigde hij als nummer 12 op de Order of Merit van de Challengen Tour en promoveerde hij zo naar de Europese PGA Tour waarop hij 3 seizoenen actief was.
In 2017 won hij zijn eerste toernooi op de Italian Challenge Open by Lyoness op Sardinië.
In 2020 kwam Sjöholm in het nieuws omdat tijdens een toernooi in Birmingham zijn bal op een eilandje in de vijver terechtkwam. Hij moest met een bootje naar het eilandje varen om daarvandaan de bal te slaan.

### Overwinningen
| Jaar | Toernooi                          | Tour           |
| ---- | --------------------------------- | -------------- |
| 2017 | Italian Challenge Open by Lyoness | Challenge Tour |